# علی ریمی
علی ریمی (انگلیسی: Ali Raymi.) (زادهٔ ۷ دسامبر ۱۹۷۳) یک بوکسور حرفه‌ای اهل یمن است که تا کنون در تمام مسابقاتی که برگزار کرده است شکست‌ناپذیر بوده و از ۲۵ مسابقه خود ۲۵ پیروزی دارد (برد با ناک‌اوت ۲۵)